# Куршек
Куршек (каз. Күршек) — упразднённое село в Аральском районе Кызылординской области Казахстана. Входило в состав Октябрьского сельского округа. Код КАТО — 433253300. Исключено из учётных данных в 2024 году.

## Население
В 1999 году население села составляло 86 человек (47 мужчин и 39 женщин). По данным переписи 2009 года, в селе проживали 142 человека (79 мужчин и 63 женщины).